# Дераван (архипелаг)
Дераван (индон. Kepulauan Derawan) — архипелаг в море Сулавеси, расположенный у восточного побережья острова Калимантан напротив устья реки Берау. Принадлежит Индонезии. Включает 31 остров, крупнейшими из которых являются Дераван, Какабан, Маратуа и Сангалаки.
Общая площадь составляет 10 979 км², население по состоянию на 2019 год — 19 984 человека. В административном плане территория архипелага относится к округу Берау провинции Восточный Калимантан и составляет почти треть его площади. В рамках округа эта территория делится на три района — Дераван (5 островов), Бидик-Бидик (6 островов) и Маратуа (25 островов).
Острова Дераван являются частью Кораллового треугольника — области океана, с одним из наиболее богатым морским биоразнообразием на Земле. Острова Дераван насчитывают 872 вида рифовых рыб, 507 видов кораллов и беспозвоночных, включая охраняемые виды (5 видов гигантских моллюсков, 2 вида морских черепах, кокосовый краб и т. д.). На некоторых островах находятся яйца черепах, которые находятся под угрозой исчезновения, а также крупнейшее место гнездования зеленых черепах в Индонезии. Губки на островах Дераван процветают на прибрежных рифах, где коралловые сообщества уже пришли в упадок, что заметно отличается от результатов, полученных в других районах Индонезии.
На островах Дераван есть по крайней мере два озера, в которых водятся медузы: одно на острове Какабан, а другое на острове Маратуа с прудом Хаджи Буанг. В Индонезии есть по крайней мере 7 озер с медузами. Среди туристов популярен снорклинг в озере медуз.
Рыболовство является основным видом деятельности, приносящим доход населению. С начала 1990-х годов население также занимается ловлей живых груперов, Cheilinus undulatus и омаров, так как на них есть высокий спрос. Мангровые леса в районе дельты реки Берау традиционно используются населением в качестве источника дохода, например, для ловли рыбы, креветок и крабов. За последние десять лет мангровые леса в Берау были превращены в креветочные и рыбные пруды быстрыми темпами расчистки земель. Вид Nypa fructican доминирует в видовом составе мангровых зарослей в районе дельты Берау. На островах Дераван есть три курорта для дайвинга, а в процессе планирования находятся еще несколько курортов или объектов.
На острове Маратуа площадью 35,5 квадратных километров находится по меньшей мере 13 пещер, но по прогнозам существует более сотни ещё не исследованных пещер. Пещеры обычно имеют связь непосредственно с морем. Пещеры появились из рифа, в который проникла морская вода, создав подземные каналы.
11 сентября 2015 года был открыт аэропорт Маратуа со взлетно-посадочной полосой в 1 200 метров для развития туризма, а также для обеспечения обороны, так как остров Маратуа находится недалеко от границы с Малайзией и Филиппинами.